# Търпимир II
Търпимир II (на хърватски: Trpimir II) е хърватски крал, наследил Томислав в 928 г. и управлявал до смъртта си през 935 г. Предполага се, че Търпимир II е син на княз Мунцимир и по-малък брат на крал Томислав. Единственият източник за управлението му е византийският автор Константин Багренородни.
След смъртта на българския цар Симеон I и премахването на непосредствената заплаха за Византия от страна на България, ромеите вече не се нуждаят от военен съюз с Хърватия. Константинопол прекъсва договора, според който градовете по Адриатическото крайбрежие се намират под управлението на хърватския крал, и ги връща отново под свой контрол.
Другият важен момент по време на управлението на Търпимир II е продължаващият църковен конфликт между привържениците на латинския език, на който да се провеждат литургиите, и тези, които настояват богослужението да се извършва на славянски. Папа Лъв VI очаквано подкрепя през 928 г. пролатинското крило на Сплитската архиепископия и нарежда да се закрие Нинската епархия, чийто епископ Гъргур премества в малкия град Скрадин. Това се възприема като голямо унижение от страна на привържениците на славянското богослужение.
След смъртта си Търпимир II е наследен от сина си Крешимир I.